# Boreocingula castanea
Boreocingula castanea är en snäckart som först beskrevs av Moller 1842.  Boreocingula castanea ingår i släktet Boreocingula och familjen Rissoidae. Inga underarter finns listade i Catalogue of Life.